# Kazimierz Boczar
Kazimierz Adam Boczar (ur. 20 grudnia 1915 w Iwoniczu, zm. 5 kwietnia 2007 w Warszawie) – polski ekonomista, działacz spółdzielczy, profesor zwyczajny, wykładowca, publicysta.

## Życiorys
Urodził się 20 grudnia 1915 w Iwoniczu. 20 czerwca 1934 zdał egzamin dojrzałości w Państwowym Gimnazjum im. Królowej Zofii w Sanoku (w jego klasie byli m.in. Władysław Bes, Stanisław Haduch, Andrzej Skubisz). Uzyskał tytuł profesora zwyczajnego doktora habilitowanego. Był wykładowcą Szkoły Głównej Planowania i Statystyki (SGPiS) w Warszawie. W 1. poł. lat 50. XX wieku w Katedrze Ekonomiki Handlu jego asystentką była Teresa Lewtak-Stattler.
Został członkiem Rady Krajowej PRON w 1983. Był redaktorem dwumiesięcznika Handel Wewnętrzny. Z okazji 80. urodzin Kazimierza Boczara odbyła się sesja naukowa jemu poświęcona.
Zamieszkiwał przy ulicy Raszyńskiej w Warszawie. Jego żoną była Janina.
Zmarł 5 kwietnia 2007. 

## Publikacje
- Plan odbudowy gospodarczej (1948)
- Normatywy w spółdzielczym obrocie towarowym (1949)
- Przewodnik metodyczny do wykładu pt. Ekonomika handlu (1953)
- Ekonomika handlu: przewodnik metodyczny, Część 4 (1956)
- Rola handlu socjalistycznego w gospodarce Polski Ludowej (1956, współautor: Henryk Chołaj)
- Ekonomika handlu: praca zbiorowa, Część 1 (1956, współautorzy: Edward Wiszniewski, M. Gręplowski)
- Społeczno gospodarcze podstawy obrotu towarowego (1959)
- Rola i miejsce spółdzielczości zaopatrzenia i zbytu w gospodarce narodowej (1959)
- Polityka handlowa szwajcarskiej spółdzielczości spożywców (1961)
- Spółdzielczość (1969)
- Spółdzielczość zaopatrzenia i zbytu jako czynnik rozwoju ekonomicznego i społecznego wsi polskiej (1973) – nagroda I stopnia Naczelnej Rady Spółdzielczej w 1975 za tę publikację i całokształt pracy twórczej[9]
- Społeczne koszty zaspakajania potrzeb konsumpcyjnych ludności a działalność spółdzielczości spożywców: szkic problemu (1974, współautorzy: Jan Domaradzki, Ireneusz Piotr Rutkowski)
- Ogólne teorie socjalistycznego handlu i usług (1976, współautor: Henryk Chołaj)
- Ekonomika i organizacja obrotu towarowego: Aktywna polityka rynkowa, Część 3 (1979)
- Spółdzielczość: problematyka społeczna i ekonomiczna (1979)
- Kierunki rozwoju spółdzielczości rolniczej na świecie (1984)
- Handel w systemie gospodarki narodowej (1984)
- Regulowanie działalności handlu (1984, współautor: Wojciech Wrzosek)
- Tendencje rozwoju spółdzielczości spożywców w wybranych krajach (1986)
- Marketing w przedsiębiorstwie handlowym (1992)
- Spółdzielczość wiejska w okresie przełomu (1993, współautorzy:Tadeusz Szelążek, Franciszek Wala)
- Poland’s agricultural cooperatives as they move to a market economy (1993, współautorzy: Tadeusz Szelążek, Franciszek Wala)[10]

## Ordery i odznaczenia
- Krzyż Kawalerski Orderu Odrodzenia Polski (25 listopada 1947)[11]
- Medal 10-lecia Polski Ludowej (19 stycznia 1955)[12]
- Medal pamiątkowy 90-lecia SGH (1996)